# Insurgencia naxalita
La insurgencia naxalita es un conflicto en curso entre los revolucionarios grupos marxistas (conocidos como naxalitas) y el gobierno de la India.
Han sido declarados como una organización terrorista por la Ley de Prevención de Actividades Ilegales de la India en 1967. En 2006 el primer ministro indio, Manmohan Singh, llamó a los naxalitas «el mayor problema de seguridad interna que enfrenta nuestro país». En el 2009, dijo que el país estaba «perdiendo la batalla contra los rebeldes maoístas». En junio de 2011 se declaró que «el desarrollo es el recurso principal para ganarse a esta gente», agregando que era trabajo del gobierno «el fortalecimiento del desarrollo en los 60 distritos afectados por los maoístas».
Los naxalitas dicen ser apoyados por las poblaciones rurales más pobres, especialmente los adivasis. Han atacado con frecuencia a la policía tribal, y a los trabajadores del gobierno en lo que dicen es una lucha por los derechos a una tierra mejor y más empleos para los trabajadores agrícolas abandonados y los pobres siguiendo una estrategia similar a la idea de guerra popular en contra del gobierno.
Sin embargo, son frecuentes los asesinatos de aldeanos, son acusados de proteger operaciones mineras ilegales a cambio de dinero y han atacado escuelas y proyectos de infraestructura. También han sido acusados por la Organización de las Naciones Unidas y otros organismos de reclutar niños de hasta sólo 6 años. Otras acusaciones refieren a la utilización de niños y mujeres como escudos humanos y de haber cometido violaciones contra mujeres reclutadas en zonas rurales y tribales. A la fecha se ha estimado que 11.575 personas han muerto desde el inicio del conflicto (6.377 civiles; 2285 miembros de las fuerzas de seguridad y 2.913 miembros de la insurgencia).
El Ministro del Interior indio Gopal Krishna Pillai ha dicho que reconoce que hay reclamos legítimos en materia de acceso de la población local a la tierra de los bosques y la producción y la distribución de los beneficios de la minería y de la energía hidroeléctrica, pero afirma que los naxalitas planean a largo plazo la creación de un estado marxista. El ministro del Interior afirmó que el gobierno había decidido hacer frente a los naxalitas, y recuperar gran parte de las zonas perdidas.
La guerrilla naxalita es descrito como «terrorista» por las autoridades indias, sin embargo, es popular en las regiones donde está presente. Según un estudio del periódico The Times of India, el 58% de las personas del estado de Andhra Pradesh tienen una percepción positiva de la guerrilla, contra sólo el 19% para el gobierno.

## Historia
La insurgencia comenzó en 1967 en la aldea de Naxalbari de Bengala Occidental por una facción radical del Partido Comunista de la India (Marxista) liderada por Charu Majumdar, Kanu Sanyal y Jangal Santhal apodado el levantamiento de Naxalbari. Charu Majumdar quería una guerra popular prolongada en India similar a la revolución china (1949). Escribió los Ocho Documentos Históricos que se convirtieron en la base del movimiento naxalita en 1967. El levantamiento inspiró movimientos similares en Orissa, Andhra Pradesh (levantamiento campesino de Srikakulam) y Kerala.
Mao Zedong proporcionó inspiración ideológica para el movimiento Naxalbari, defendiendo que los campesinos indios y las tribus de clase baja derrocaran por la fuerza al gobierno de las clases altas. Un gran número de elites urbanas también se sintieron atraídas por la ideología, que se extendió a través de los escritos de Charu Majumdar, particularmente los Ocho Documentos Históricos.  Estos documentos eran ensayos formados a partir de las opiniones de líderes y teóricos comunistas como Mao Zedong, Karl Marx y Vladimir Lenin. Utilizando los tribunales populares, similares a los establecidos por Mao, los naxalitas juzgan a los oponentes y los ejecutan con hachas o cuchillos, los golpean o los exilian definitivamente.

### Fase 3 (2004-presente): declive relativo después de una breve lucha
El Partido Comunista de la India (Maoísta) se fundó el 21 de septiembre de 2004, mediante la fusión del Partido Comunista de la India (Marxista-Leninista) Guerra Popular (Grupo de Guerra Popular) y el Centro Comunista Maoísta de la India (MCCI). La fusión se anunció el 14 de octubre del mismo año. En la fusión se constituyó un comité central provisional, con el antiguo líder del Grupo de Guerra Popular Muppala Lakshmana Rao, alias "Ganapathi", como secretario general. Además, el Primero de Mayo de 2014, el Partido Comunista de la India (marxista-leninista) Naxalbari se fusionó con el PCI (maoísta).[70] El CPI (maoísta) está activo en el cinturón forestal de Chhattisgarh, Bihar, Jharkhand, Maharashtra, Odisha y algunas regiones remotas de Jharkhand y Andhra Pradesh y Telangana.
Desde entonces, se han llevado a cabo varios ataques, en particular el 15 de febrero de 2010, varios de los comandantes guerrilleros del CPI (Maoísta), mataron a 24 miembros de los Rifles de la Frontera Oriental. El 6 de abril de 2010, los maoístas tendieron una emboscada y mataron a 76 paramilitares. El 25 de mayo de 2013, el CPI (maoísta) tendió una emboscada a un convoy del Congreso Nacional Indio en Bastar y mató a 27 personas, entre ellas Mahendra Karma, Nand Kumar Patel y Vidya Charan Shukla. El 3 de abril de 2021, veintidós soldados murieron en una emboscada maoísta en la frontera de los distritos de Bijapur y Sukma en el sur de Chhattisgarh.
En septiembre de 2009, las fuerzas paramilitares del gobierno de la India y las fuerzas policiales del estado lanzaron una ofensiva total contra el CPI (maoísta) que los medios indios denominan "Operación Cacería Verde". Desde el inicio de la operación: 2266 militantes maoístas han muerto, 10.181 han sido arrestados y 9714 se han rendido.
En 2020, la actividad de Naxal comenzó a aumentar una vez más en Telangana y otras áreas.
En 2022, el gobierno y la policía del estado de Bengala Occidental admitieron que se había producido un resurgimiento maoísta en el estado, en particular en Jhargram, Purulia, Bankura, West Midnapur y Nadia. En mayo de 2022, el Grupo de Trabajo Especial de la Policía de Bengala Occidental creó una nueva fuerza denominada "Rama de Represión Maoísta".
También indicativo de un resurgimiento maoísta, las fuerzas de Naxal se expandieron a un nuevo territorio en la década de 2020, sobre todo Madhya Pradesh. En 2022, la mayor parte de la Reserva de Tigres de Kanha en Madhya Pradesh cayó bajo control maoísta.

## Organización
Los rebeldes se organizan en pequeñas unidades itinerantes de una docena de combatientes. En la mayoría de las aldeas o caseríos de las regiones donde se establecen, se forma una milicia de unos diez civiles que les proporcionan información. Según el periódico La Croix, los naxalitas cuentan con un fuerte apoyo de la población local. Las unidades pueden reunirse momentáneamente para beneficiarse de los "cines móviles", las "imprentas móviles" o los "hospitales móviles" distribuidos entre ellas, pero tienen que separarse por la noche y adentrarse en la selva por motivos de seguridad.
Las jornadas comienzan a las cinco de la mañana para que la unidad pueda moverse, normalmente durante tres horas, antes de que el calor sea demasiado agobiante. Los desplazamientos se reanudan hacia las seis de la tarde, pero se ven ralentizados por el peso del equipo. Mientras tanto, la jornada se ve salpicada por el entrenamiento militar, la educación de los guerrilleros y las frecuentes reuniones con los campesinos. Estos últimos exponen sus problemas y discuten los proyectos de desarrollo, pozos y "koljoses", construidos por las "administraciones" maoístas.
Los rebeldes recaudan un "impuesto revolucionario" de las empresas y los comerciantes para financiarse. Según las estimaciones, en 2007, la guerrilla tiene una fuerza de diez mil a veinte mil combatientes a los cuales se agregan cuarenta mil militantes que garantizan la logística. Muchas de las armas son tomadas de los policías muertos, pero parte de ellas es fabricada en talleres clandestinos.
Una parte importante de los combatientes son mujeres. En los estados de Maharashtra y Chhattisgarh, representan el 40% de las fuerzas rebeldes, según las autoridades.